# Czapla galapagoska
Czapla galapagoska (Butorides striata sundevalli) – podgatunek czapli zielonawej, dużego ptaka z rodziny czaplowatych (Ardeidae). Zamieszkuje Wyspy Galapagos. Takson o niepewnej pozycji taksonomicznej, przez niektórych systematyków wyodrębniany do rangi gatunku.
BiotopZarośla mangrowe wszystkich wysp archipelagu.
PożywienieZwierzęta wodne, głównie drobne, ryby i kraby chwytane przede wszystkim na płyciznach.
LęgiGniazduje w koloniach. W ciągu roku wyprowadza 1 lęg. Gniazduje od września do marca.

## Rozmieszczenie i środowisko życia
Te wyjątkowo terytorialne ptaki występują w strefach pływów i namorzynowych na wszystkich wyspach prowincji Galapagos.